# انعقاد درون‌رگی منتشر
انعقاد درون‌رگی منتشر یا لختگی درون‌رگی پخش‌شونده (به انگلیسی: Disseminated Intravascular Coagulation) یا (به انگلیسی: DIC) یا نارسایی انعقادی گسترده که به‌معنی فعال‌شدن آسیب‌شناختی سامانهٔ انعقاد خون به‌گونهٔ پیشرونده در رگ‌های مختلف بدن است. این بیماری خطرناک و کشنده‌است که به‌دلایل مختلفی به صورت ثانویه رخ می‌رهد. این بیماری هیچگاه خود به خود پیش نمی‌آید و بیشتر درپی یک بیماری و یا محرک اولیه پدید می‌آید.

## دلایل ایجاد بیماری
عوامل محرک مهم و معمول شامل: 
- سرطان (مخصوصا آدنوکارسینوما به دلیل ترشح موسین)
- عوارض بارداری و زایمان (به دلیل ترومبوپلاستین بافتی موجود در مایع امنیوتیک)
- عفونت (مسمومیت عفونی با E.coli و Neisseria meningitidis، به دلیل سیتوکین‌ها و آندوتوکسین ها)
- مارگزیدگی (مخصوصا زهر مارزنگی به انگلیسی: Rattlesnake bite)
- لوکمی پرومایلوسیتی حاد (Acute promyelocytic leukemia، به دلیل گرانول‌های اولیه که در بردارندهٔ فعال‌کننده‌های انعقاد خون هستند)

## علایم
در انعقاد درون‌رگی منتشر، روند انعقاد خون به صورت گسترده‌ای فعال می‌شود دو پیامد اصلی و مهم دارد:
۱- تشکیل میکروترومبوزهای متعدد درون‌رگی و در نهایت انسداد ترومبوزی عروق کوچک و متوسط که به این ترتیب می‌تواند جریان خون ارگان‌ها را مختل کرده و باعث ایجاد ایسکمی یا کمبود اکسیژن اعضا شود، لذا ممکن است در ایجاد نارسایی ارگان‌های متعدد شرکت نماید.
۲- با مصرف پلاکت‌ها و پروتئین‌های انعقادی خون باعث کاهش آن‌ها در پلاسما شده و منجر به خون‌ریزی شدید (شایعا از مکان تزریقات درون رگی: Intravascular injection sites  و تمامی روزنه‌های خروجی بدن: Body orifices) می‌شود. 

## نتایج آزمایشگاهی
- کاهش تعداد پلاکت ها
- افزایش PT/PTT
- کاهش فیبرینوژن
- کم خونی همولیتیک میکروآنژیوپاتیک :microangiopathic hemolytic anemia
- افزایش D-dimer به دلیل افزایش فیبرین --> بهترین آزمایش غربالگری برای DIC

## درمان
درمان اورژانس، بیمارستانی، پیچیده و دشوار است. 
- برای درمان ابتدا باید عامل محرک اولیهٔ دی ای سی مشخص و درمان شود. چرا که دی آی سی به خودی خود بروز نمی‌کند و یک بیماری ثانویه است.
- انتقال خون
- انتقال فرآوردهٔ خونی کرایوپرسیپیت (Cryoprecipitate، حاوی عوامل انعقاد خون می‌باشد) در صورت الزام